# Fritz Seyffarth
Fritz Seyffarth (* 12. Dezember 1872 in Wormditt; † 23. November 1938) war Senatspräsident am  Reichsgericht.

## Leben
Der Sohn eines evangelischen Landgerichtsrats legte die erste juristische Staatsprüfung 1892 mit „Auszeichnung“ ab. 1892 wurde er auf den preußischen Landesherrn vereidigt. Das Referendarsexamen bestand er 1896 „gut“. Im selben Jahr wurde er Gerichtsassessor. Zum Neujahrstag 1900 wurde er Landrichter in Thorn. Neun Jahre später wurde er zum Kammergerichtsrat ernannt. Am 1. April 1919 kam er an das Reichsgericht. Er war bis 1920 im II. Strafsenat tätig. Danach war er im IV. Zivilsenat tätig. April 1932 wurde er zum Senatspräsidenten des VII. Zivilsenat ernannt. 1933/34 übernimmt er den Vorsitz des IV. Zivilsenats. Er trat am 1. Januar 1938 in den Ruhestand. Er verstarb im November selben Jahres.
Er war Mitarbeiter im Reichsgerichtsrätekommentar zum Bürgerlichen Gesetzbuch.